# 妙勝寺 (江戸川区上篠崎町)

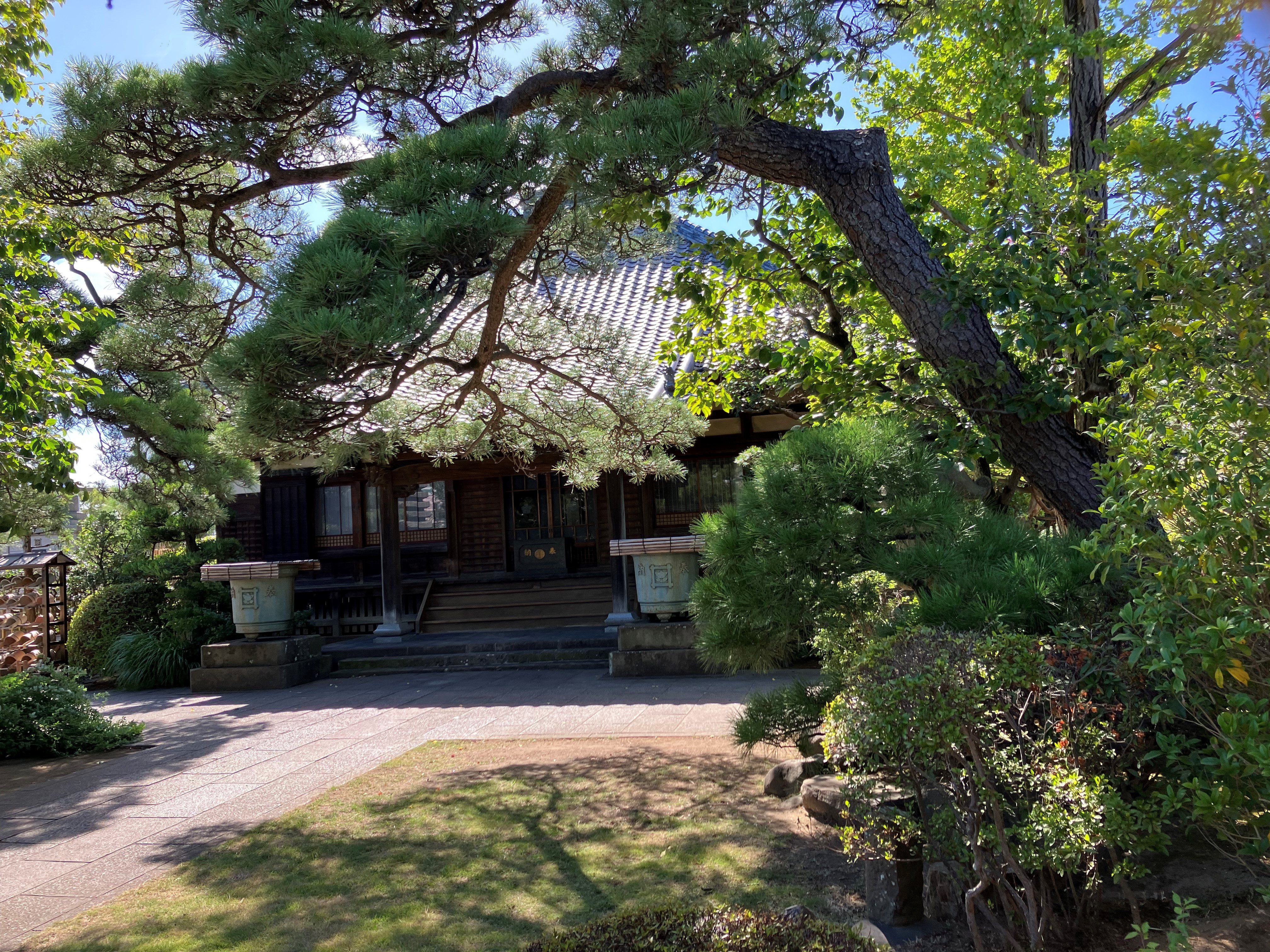
本堂

妙勝寺（みょうしょうじ）は、東京都江戸川区上篠崎にある日蓮宗の寺院。山号は石暦山。大本山の法華経寺や池上本門寺の貫首を輩出した歴史を持ち門前には江戸川区登録有形文化財の沢地東淵の碑がある。旧本山は大本山法華経寺、池上中道不二庵法類の柳嶋法縁に属する。

## 歴史
開創は弘安2年（1279年）、開山はもと天台宗の僧で浅草観音金龍山浅草寺の住職であった寂海法印本覚坊日寂上人（弘安9年（1286年）11月1日示寂）。弘安元年（1278年）に中山法華経寺の日常上人・日祐上人との法論、日蓮聖人と面談して、日蓮宗に改宗。浅草寺を退隠して浅草石濱村に妙勝寺を創建した。
第2世日正上人の代、元亨2年（1322年）篠崎の地に移った。
享保年間、第17世日応が本堂を建立したが、安政2年（1855年）の安政地震で焼失。大正4年（1915年）江戸川の改修により対岸の現在地に移転した。

## 文化財
- 澤地東淵墓誌銘 - 江戸川区登録有形文化財・歴史資料、昭和62年2月25日告示[3]。